# Halowe Mistrzostwa Europy w Lekkoatletyce 1989 – bieg na 800 m mężczyzn
Bieg na 800 metrów mężczyzn – jedna z konkurencji biegowych rozgrywanych podczas halowych lekkoatletycznych mistrzostw Europy w  hali Houtrust w Hadze. Eliminacje i półfinały zostały rozegrane 18 lutego, a bieg finałowy 19 lutego 1989. Zwyciężył reprezentant Wielkiej Brytanii Steve Heard. Tytułu zdobytego na poprzednich mistrzostwach nie obronił David Sharpe z Wielkiej Brytanii, który tym razem nie ukończył biegu finałowego.

## Rezultaty

### Eliminacje
Rozegrano 3 biegi eliminacyjne, do których przystąpiło 15 biegaczy. Awans do półfinałów dawało zajęcie jednego z pierwszych dwóch miejsc w swoim biegu (Q). Skład półfinałów uzupełniło sześciu zawodników z najlepszym czasem wśród przegranych (q).
Opracowano na podstawie materiału źródłowego.

#### Bieg 1
| Miejsce | Zawodnik      | Czas    | Uwagi |
| ------- | ------------- | ------- | ----- |
| 1       | Rob Druppers  | 1:51,05 | Q     |
| 2       | Claude Diomar | 1:51,16 | Q     |
| 3       | José Arconada | 1:51,17 | q     |
| 4       | Petr Mareš    | 1:51,19 | q     |
| 5       | Álvaro Silva  | 1:51,63 | q     |
| 6       | Atle Karlsen  | 1:52,13 |       |

#### Bieg 2
| Miejsce | Zawodnik         | Czas    | Uwagi |
| ------- | ---------------- | ------- | ----- |
| 1       | Alfredo Lahuerta | 1:51,54 | Q     |
| 2       | Joachim Heydgen  | 1:51,58 | Q     |
| 3       | David Sharpe     | 1:51,56 | q     |
| 4       | Tonny Baltus     | 1:51,98 |       |

#### Bieg 3
| Miejsce | Zawodnik        | Czas    | Uwagi |
| ------- | --------------- | ------- | ----- |
| 1       | Markus Trinkler | 1:50,87 | Q     |
| 2       | Tomás de Teresa | 1:50,91 | Q     |
| 3       | Steve Heard     | 1:50,96 | q     |
| 4       | Denis Badie     | 1:50,97 | q     |
| 5       | Tony Ernst      | 1:52,12 |       |

### Półfinały
Rozegrano 2 biegi półfinałowe, w których wystartowało 12 biegaczy. Awans do finału dawało zajęcie jednego z trzech pierwszych miejsc w swoim biegu (Q).
Opracowano na podstawie materiału źródłowego.

#### Bieg 1
| Miejsce | Zawodnik         | Czas    | Uwagi |
| ------- | ---------------- | ------- | ----- |
| 1       | Rob Druppers     | 1:50,73 | Q     |
| 2       | David Sharpe     | 1:51,06 | Q     |
| 3       | Alfredo Lahuerta | 1:51,22 | Q     |
| 4       | Denis Badie      | 1:51,32 |       |
| 5       | Markus Trinkler  | 1:51,70 |       |
| 6       | Petr Mareš       | 1:51,72 |       |

#### Bieg 2
| Miejsce | Zawodnik        | Czas    | Uwagi |
| ------- | --------------- | ------- | ----- |
| 1       | Joachim Heydgen | 1:50,01 | Q     |
| 2       | Claude Diomar   | 1:50,08 | Q     |
| 3       | Steve Heard     | 1:50,09 | Q     |
| 4       | José Arconada   | 1:50,25 |       |
| 5       | Álvaro Silva    | 1:51,17 |       |
| 6       | Tomás de Teresa | 1:52,54 |       |

### Finał
Opracowano na podstawie materiału źródłowego.
| Miejsce | Zawodnik         | Czas    | Uwagi |
| ------- | ---------------- | ------- | ----- |
| 1       | Steve Heard      | 1:48,84 |       |
| 2       | Rob Druppers     | 1:48,96 |       |
| 3       | Joachim Heydgen  | 1:49,75 |       |
| 4       | Claude Diomar    | 1:52,37 |       |
| –       | Alfredo Lahuerta | DNF     |       |
| –       | David Sharpe     | DNF     |       |